# Liste der Kulturgüter in Le Chenit
Die Liste der Kulturgüter in Le Chenit enthält alle Objekte in der Gemeinde Le Chenit im Kanton Waadt, die gemäss der Haager Konvention zum Schutz von Kulturgut bei bewaffneten Konflikten, dem Bundesgesetz vom 20. Juni 2014 über den Schutz der Kulturgüter bei bewaffneten Konflikten sowie der Verordnung vom 29. Oktober 2014 über den Schutz der Kulturgüter bei bewaffneten Konflikten unter Schutz stehen.
Objekte der Kategorie A sind im Gemeindegebiet nicht ausgewiesen, Objekte der Kategorie B sind vollständig in der Liste enthalten, Objekte der Kategorie C fehlen zurzeit (Stand: 1. Januar 2023).

## Kulturgüter
| Foto |                                                                                | Objekt | Kat. | Typ | Standort                                       | Beschreibung |
| ---- | ------------------------------------------------------------------------------ | --- | ---- | --- | ---------------------------------------------- | ------------ |
| ja   | Datei hochladen · Wikidata zu Bauernhaus Le Planoz (Q29891083)                 | Bauernhaus Le Planoz / Ferme du Planoz KGS-Nr.: 05987                                                                     | B    | G   | Le Brassus, Route du Planoz 39 505200 / 160136 |              |
| ja   | Datei hochladen · Wikidata zu Audemars Piguet Museum (Q27483983)               | Museum Audemars Piquet / Musée Audemars Piquet KGS-Nr.: 14655                                                             | B    | S   | Le Brassus, Route de France 16 505709 / 159545 |              |
| ja   | Datei hochladen · Wikidata zu Espace Horloger de la Vallée de Joux (Q27483976) | Espace horloger de la Vallée de Joux KGS-Nr.: 14656                                                                       | B    | S   | Le Sentier, Grand-Rue 2 507193 / 162156        |              |
| BW   | Datei hochladen · Wikidata zu Gemeindearchiv Le Sentier (Q27483974)            | Gemeindearchiv von Le Chenit und der Teilgemeinden / Archives communales du Chenit et fractions de commune KGS-Nr.: 14657 | B    | S   | Le Sentier, Grand-Rue 31 507433 / 162524       |              |
| BW   | Datei hochladen · Wikidata zu Bauernhaus (Q29891082)                           | Bauernhaus / Ferme KGS-Nr.: 14658                                                                                         | B    | G   | Le Rocher 29 506862 / 159236                   |              |